# GOMS
Pour la commune suisse, voir Goms.
GOMS (acronyme anglais pour goals, operators, methods, and selection rules, littéralement buts, opérateurs, méthodes et règles de sélection) est un modèle de description du comportement qui prend comme hypothèse le caractère adaptatif du sujet humain. GOMS permet de modéliser le comportement à différents niveaux d'abstraction,  depuis la tâche jusqu'aux actions physiques. Le modèle a été développé en 1983 par Stuart Card, Thomas P. Moran et Allen Newell et décrit dans leur ouvrage The Psychology of Human Computer Interaction.

## Annexe